# ベッラ島 (タオルミーナ)

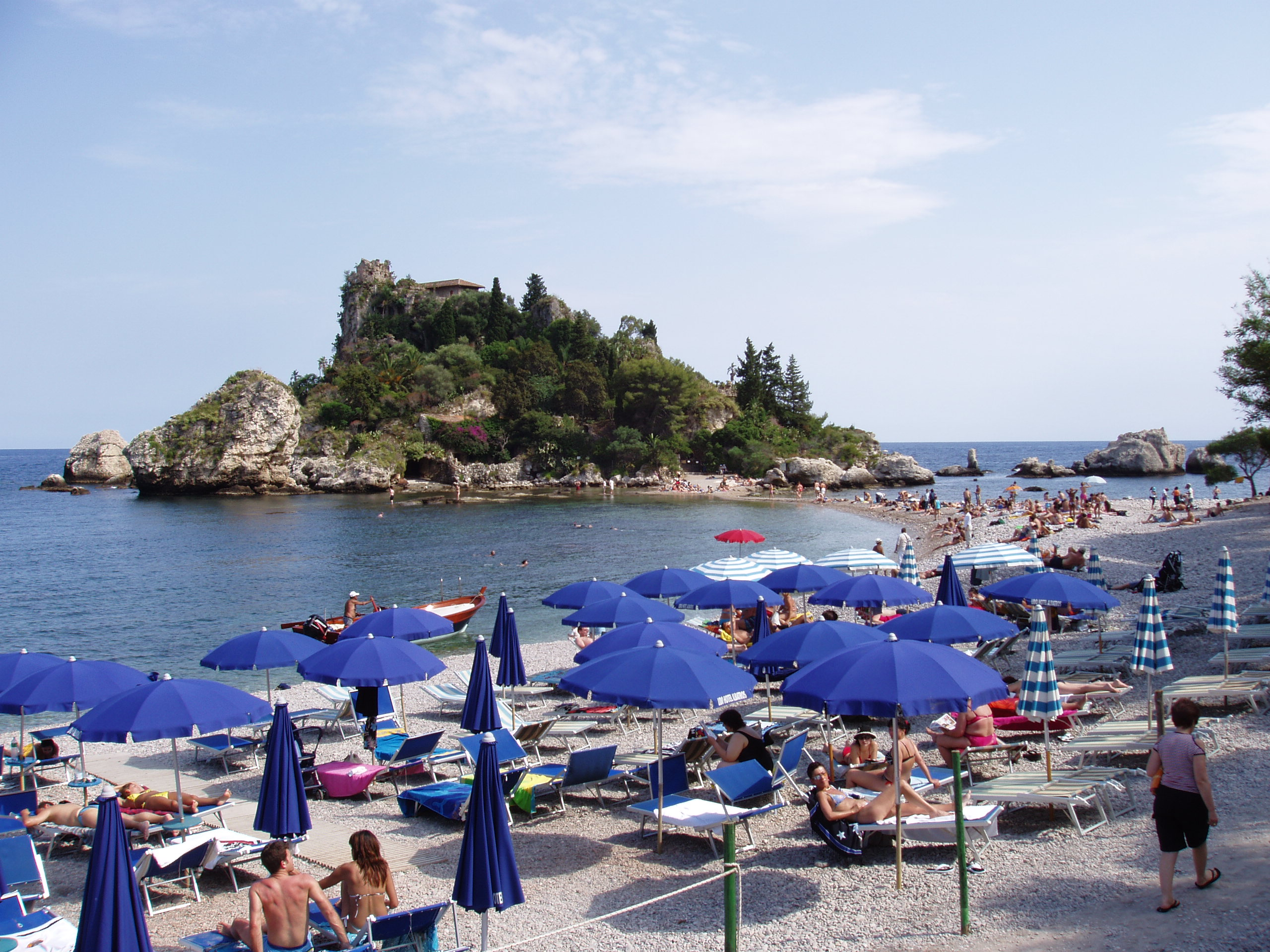
L'Isola Bella vista da nord.

ベッラ島 (Isola Bella) は、イタリアシチリア島のメッシーナ県タオルミーナにある小さな島である。
岸からわずかに離れていて、潮汐により半島となったり、そうではなくなったりする。
この島の芸術的な価値を世界中に広めたドイツの写真家ヴィルヘルム・フォン・グレーデン男爵が名づけた。